# Usabal Kiroldegia
Usabal Kiroldegia (lit. ‘Centre d'Esports Usabal’) és un centre esportiu situat al municipi de Tolosa, a la comarca de Tolosaldea de Guipúscoa, situat al districte d'Usabal. El poliesportiu es troba on el riu Araxes desemboca al riu Oria.
Inaugurat en 2005, disposa de camp de futbol de gespa artificial renovat en 2020, dues pistes poliesportives de 1.250 i 860 m2, piscines exteriors, una piscina coberta de 25X20,5 metres, dues saunes, un bany de vapor, banys termals i hidromassatge, sales d'activitats. En 2005 tenia deu mil abonats, un 35% de la població tolosarra. En 2017, una mala manipulació de productes químics va provocar que un centenar de persones fossin ateses per inhalació de clor.